# Sarsia tubulosa
Sarsia tubulosa — вид гідроїдних кнідарій родини Corynidae. Поширений на півночі Атлантичного океану та в Арктичному океані вздовж узбережжя Північної Америки, Європи та Північної Азії, а також у Середземному морі та на північному сході Тихого океану.

## Опис
Спостерігається як безстатеве, так і статеве розмноження. Поліпи прикріплюються на твердій поверхні (каміння, мушлі тощо). Утворюють злегка гілясту колонію заввишки до 1 см, помаранчевого або рожевого кольору. Статеві особини (медузи) з'являються навесні і на початку літа. Вони виростають до 1,8 см в діаметрі. Купол у формі дзвону, трохи вищий ніж ширший. Має чотири радіанові канали та чотири довгих щупальця.